# 地打ち
地打ち（じうち）とは、和太鼓奏法の一般用語で「裏打ち」、地域によっては「小打ち」「小桴（バチ）」「小バイ」などとも言われている。

## 奏法・特徴
- 主に北陸地方を始めとした日本海側の一部、八丈島、大東諸島に見られるような、和太鼓を二人一組で打つ「個人打ち」の際によく用いられる。
- 曲演奏の際の指揮者的な大変重要なポジションにあり、ベースとなる一定のリズム（伴奏）を乱さずに打ち続ける。
- 地打ちに合わせた演奏者（打ち込み・表打ち・本打ち）の技量や演奏構成を常に感じ取る必要があり、それによって演奏者をより一層引き立てる。
- 地打ちの上手下手次第で、演奏の流れや演奏者の太鼓を狂わせてしまう。

## 主な地打ちの種類名称
- 三ツ打ち
- 一本打ち
- 早打ち - 左右の撥のリズム感覚と間合い力の割合で、「四分六（十四日）」「五分五分（コマ打ち）」とも言われる。
- 二ツ打ち（豆ころがし） - 石川県加賀市、小松市の通称「加賀太鼓」に見られる。
- さんぎり